# Lenguas sawabantúes
Las lenguas sawabantúes son un subgrupo filogenético de las lenguas bantúes que comprende la mayor parte de las zonas A.20 y A.30 de la clasificación de Guthrie, y muy probablemente parte de la zona A.10. De acuerdo con Nurse & Philippson (2003), las lenguas de las zonas A.20 y A.30, dejando a un lado al bubi son un grupo filogenético bien definido. La lengua demográficamente más importante es el duala.
El término Sawabantú se compone de sawa 'costa' en duala y ba-ntu 'hombres'.

## Aspectos históricos, sociales y culturales

### Situación
El duala se usa ampliamente como lingua franca del grupo sawa, y es hablado un entendido en toda la región costera, incluso por los hablantes de lenguas nativas no sawabantúes como los bassa de Douala, los bakoko, los bankon y los manenguba.

## Descripción lingüística

### Clasificación
Aparte de las lenguas de los grupos A.20 y A.30, el grupo dialectal oroko del A.10 parecen estar claramente relacionados y serían parte del grupo sawabantú.
(A.10) oroko; (A.20) kpwe (mokpwe, bakweri)-mboko (bomboko, wumboko)-kole (bakole), duala (incl. el dialecto mungo), su (isuwu), bubia (bobe, wovea), limba (malimba); (A.30) tanga (batanga), yasa–kombe, benga
Las lenguas A.20 se hablan alrededor del estuario del Wouri en la región anglófona alrededor del Monte Camerún. Las lenguas A.30 se hablan a lo largo de la costa atlántica del sur de Camerún hasta Gabón. Estos dos grupos geográficos están claramente emparentados, por ejemplo el limba (malimba, A.26) parece ser parcialmente inteligible con el tanga (batanga, A.32), que ellos denominan "malimba antiguo". El oroko se habla en los departamentos de Ndian y Meme en la Región Suroeste de Camerún. El oroko parece ser especialmente cercano al kpwe (A.22), con el cual existiría cierta inteligibilidad mutua.
El bubi de la isla de Bioko, incluido por Guthrie en las lenguas A.30 sobre una base geográfica, sin embargo, no muestra un parentesco especialmente cercano con las lenguas sawabantúes.
Sin embargo, otras lenguas aparte de las lenguas manenguba (A.15, excluyendo el bafaw-balong) podrían estar relacionadas con el sawabantú, aunque no se sabe con seguridad debido a que están mal documentadas. Estas posibles lenguas sawabantúes son:
Bonkeng y bafaw-balong, nkongho
Sería necesaria una encuesta lingüística para determinar si están efectivamente relacionadas con el sawabantú.

### Comparación léxica
Los numerales reconstruidos para diferentes grupos de lenguas sawabantúes son:
| GLOSA | Oroko         | Duala  | Batanga | Benga    | PROTO- SAWABANTÚ |
| ----- | ------------- | ------ | ------- | -------- | ---------------- |
| '1'   | èjɔ́kɔ́         | ewɔ́    | yɔ̀ɔ̀kɔ̀   | ejɔkɔ    | *e-wɔ(kɔ)        |
| '2'   | béˋbɛ́         | ɓébǎ   | ɓéɓà    | bebale   | *ɓe-bwadi        |
| '3'   | béɾàɾó        | ɓélálo | ɓéláálò | belalo   | *ɓe-lalo         |
| '4'   | béˋné         | ɓénɛ́j  | ɓénâì   | benai    | *ɓe-nai          |
| '5'   | bétá          | ɓétánu | ɓétáánò | betano   | *ɓe-taːno        |
| '6'   | bétá ˋɾíɔ́kɔ́   | mutóɓá | ǹtóɓà   | utoba    | *mu-toba         |
| '7'   | bétá nà béˋbɛ́ | sǎmbá  | ɛ̀mbwɛ̂dì | xɛmbwɛdi | *sam-bwadi       |
| '8'   | béˋbɛ́ béˋsé   | lɔmbi  | lɔ̀mbì   | logwambi |                  |
| '9'   | éˋsé ˋjɔ́kɔ́    | dibuá  | dìɓùá   | ibuwa    | *dibuwa          |
| '10'  | ɾóndàɾó       | ɗôm    | dʒômù   | dʒomu    | *ʤomu            |